# 大泉村 (山形県西田川郡)
大泉村（おおいずみむら）は山形県西田川郡にあった村。現在の鶴岡市中心部の西方一帯にあたる。

## 地理
- 山：森山

## 歴史
- 1889年（明治22年）4月1日 - 町村制の施行により、白山林村、森片村、下清水村、矢馳村、山田村、大淀川村、三軒在家村、布目村、小淀川村、寺田村、井岡村、岡山村、上清水村、清水新田村の区域をもって発足。
- 1955年（昭和30年）4月1日 - 鶴岡市に編入。同日大泉村廃止。

## 交通

### 鉄道路線
村域を日本国有鉄道羽越本線が通過したが、駅は所在しなかった。

### 道路
- 国道7号

現在は旧村域を山形自動車道の鶴岡インターチェンジ、日本海東北自動車道の鶴岡西インターチェンジが通過するが、当時は未開通。

## 村長
- 鶴見孝太郎：1896年 -